# Dissotis melleri
Dissotis melleri är en tvåhjärtbladig växtart som beskrevs av Joseph Dalton Hooker. Dissotis melleri ingår i släktet Dissotis och familjen Melastomataceae. Utöver nominatformen finns också underarten D. m. greenwayi.